# Балканска комунистическа федерация
Балканската работническа социалдемократическа федерация, по-късно Балканска комунистическа федерация е обединение на социалдемократически организации от балкански страни, заемали интернационалистически позиции и застъпвали се за създаване на Балканска федерация.
Движението за сплотяване на социалдемокрацията на Балканите се засилва след Младотурската революция от 1908 година. Балканската работническа социалдемократическа федерация цели осъществяването на лозунга на Първата балканска социалдемократическа конференция проведена в Белград през 1910 година за Балканска федеративна република. На международната социалистическа конференцията в Цимервалд през 1915 година настъпва разцепление в социалистическото движение. Мнозинството от делегатите заемат по-скоро пацифистка, отколкото революционна позиция. Пролетарските интернационалисти, каквито са руските болшевики, считат, че избухването на Първата световна война е доказало, че социализмът и национализмът са несъвместими в империалистическата епоха. Те твърдят, че понятието за национално самоопределение е остаряло, както и че национализмът ще се окаже пречка за пролетарското единство.
Балканската работническа социалдемократическа федерация е създадена на Втората балканска социалдемократическа конференция проведена в Букурещ през 1915 година, но в условията на Първата световна война дейността ѝ остава ограничена. Неин ръководител става Кръстьо Раковски. Федерацията отделя специално внимание на македонския въпрос, като предлага Македония да се обособи като самостоятелна многонационална република в състава на Балканската федерация.
В резултат от Първата световна война международното положение на Балканите търпи съществени промени. С овладяването на властта от болшевиките през 1917 година, Русия отпада от състава на великите сили и е поставена в международна изолация. Ролята си на балкански фактор тя се стреми да поддържа чрез балканските секции на инициирания от Москва Комунистически интернационал. На Учредителния конгрес на Коминтерна през март 1919 г. се разглежда и дейността на балканските социалдемократически партии. Кръстьо Раковски като представител на БСДФ заявява, че той говори от името на федерацията, която обединява румънската, сръбската, гръцката СДП и БРСДП (т. с.). Така през 1920 година организацията се трансформира в Балканска комунистическа федерация и става де факто подразделение на Коминтерна до разпускането си през 1932 година. Васил Коларов, Христо Кабакчиев и Георги Димитров са най-влиятелните фигури в Балканската комунистическа федерация. Ръководител на организацията става Георги Димитров. Федерацията издава свой орган „Федерасион Балканик“ между 1924 и 1932 година. Редактори са Димитър Влахов и Никола Харлаков.
На изборите през 1931 година нацистите стават най-силната политическа партия в Германия. Във връзка с променената ситуация в Европа и засилването на национализма, техническият секретар на Коминтерна Ото Куусинен в доклада си по националния въпрос пред Изпълнителния комитет сочи като главна слабост на секциите на Коминтерна недооценката на националния въпрос. Като ярък пример Куусинен изтъква заменянето на лозунга за Балканска федерация с „правото на самоопределение на народите до отделяне“. Той призовава съответните компартии да обсъдят отново националния въпрос с цел „изработването на нова национална програма“ за всяка от партиите. Междувременно до балканските комунистически партии пристига директива за постепенно изоставяне на лозунга за Балканска федерация. Така функциите на Балканската комунистическа федерация започват да затихват, докато през 1932 година тя на практика преустановява съществуването си. В тази ситуация членовете на ВМРО (обединена), които са същевременно и комунисти поставят за първи път въпроса за признаване на отделна македонска нация. С тези мотиви в края на 1933 г. Балканският секретариат на Коминтерна решава да постави за разглеждане на едно от заседанията си македонския въпрос и в началото на 1934 година приема специална резолюция.

## Състав
- Българска комунистическа партия
- Гръцка комунистическа партия
- Югославска комунистическа партия
- Румънска комунистическа партия (с ограничени пълномощия)